# 甘納德
甘納德（英語：John Richard Kennard），1953年出生於英國舒梨，就讀於英國根德郡福克斯哈維文法學校及羅福英王愛德華七世文法學校。1972年，他考獲Fairbridge獎學金負笈澳大利亞升讀大學並於1975年在西澳大學獲得榮譽學士學位，1976年獲得教育文憑，復於1977年取得碩士學位，於1987年獲得教育碩士學位和其後於1998年獲得博士學位。